# Ciliolarina
Ciliolarina Svrček – rodzaj grzybów z rodziny Hamatocanthoscyphaceae.

## Systematyka i nazewnictwo
Pozycja w klasyfikacji według Index Fungorum:
Hamatocanthoscyphaceae, Helotiales, Leotiomycetidae, Leotiomycetes, Pezizomycotina, Ascomycota, Fungi.
Takson utworzył Mirko Svrček w 1977 roku. Jego gatunkiem typowym jest Ciliolarina laricina (Raitv.) Svrček.
Gatunki występujące w Polsce:
- Ciliolarina laetifica Huhtinen 1993[2]
- Ciliolarina laricina (Raitv.) Svrček 1977[3]
- Ciliolarina pinicola (Henn. & Plöttn.) Huhtinen 1993[2]

Nazwy naukowe na podstawie Index Fungorum. Wykaz gatunków według M.A. Chmiel i innych.